# Roberto Fernandes
José Roberto Fernandes Barros (ur. 5 maja 1971 w Recife) – brazylijski piłkarz i trener piłkarski.

## Kariera piłkarska

### Kariera klubowa
Wychowanek Náutico Recife i Santa Cruz Recife. Występował w América-SP i Ferroviário-PE.

## Kariera trenerska
Karierę szkoleniowca rozpoczął w 1997 roku. Trenował kluby Ferroviário-PE, Surubim, Unibol, Flamengo Pernambuco, Primavera, Independente, Linense, Londrina, Guaratinguetá, Anapolina, São Bento, União São João, Ceará, Vila Nova, Santo André, Ceilândia, Ituano, Brasiliense, Náutico, Athletico Paranaense, Figueirense, Fortaleza, Atlético Goianiense, Paysandu SC, Americana/Guarantinguetá, América-RN, ABC i Remo.

## Sukcesy i odznaczenia

### Sukcesy trenerskie
- mistrz Campeonato Paulista: Série B2: 2001
- mistrz Campeonato Brasiliense: 2007
- mistrz Campeonato Potiguar: 2012, 2015
- zdobywca Copa RN: 2012, 2013
- mistrz Campeonato Paraense: 2014

### Sukcesy indywidualne
- Najlepszy trener w Campeonato Potiguar: 2012
- Rozwojowy trener Campeonato Brasileiro Série B: 2004
- Rozwojowy trener Campeonato Brasileiro Série A: 2007